# اسپرانتو ۱۴۲۱
سیارک ۱۴۲۱ (به انگلیسی: 1421 Esperanto، نامگذاری:1936FQ) هزار و چهارصد و بیست و یکمین سیارک کشف شده‌است که در ۱۸ مارس ۱۹۳۶ کشف شد. قدر مطلق سیارک برابر ۱۰٫۳۰ است. قطر این سیارک در حدود ۴۳ کیلومتر است و در ۱۸ مارس ۱۹۳۶ بدست یریو وایسالا کشف شد.
کاشف آن، نام اسپرانتو را به خاطر زبان فراساخته ی اسپرانتو روی آن گذاشته و سیارک دیگری را نیز با نام خالق زبان بین‌المللی اسپرانتو، دکتر لودویک زامنهوف، زامنهوف ۱۴۶۲ نامیده‌است.